# Simon Pytlick
Simon Bogetoft Pytlick (Thurø, 11 de dezembro de 2000) é um jogador de handebol dinamarquês.

## Carreira
Simon Pytlick começou a jogar handebol nas categorias de base do GOG Håndbold em 2012. Em 2019, ele fez sua estreia na Liga Dinamarquesa de Handebol Masculino. Em sua temporada de estreia, ele jogou 6 partidas e marcou 10 gols. Devido à lesão de seu companheiro de equipe Emil Lærke, ele ganhou mais tempo de jogo na temporada 2019/2020 e ganhou o prêmio de Talento do Ano. Na temporada seguinte, ele ganhou o campeonato dinamarquês e estava no time das estrelas.
Em 2022 ele renovou seu contrato com o GOG, mas acabou jogando apenas mais uma temporada, onde mais uma vez conquistou o Campeonato Dinamarquês. A partir do verão de 2023 ele tem contrato com o SG Flensburg-Handewitt.
Ele fez sua estreia na seleção dinamarquesa em 4 de novembro de 2021, contra a Noruega no Torneio da Liga de Ouro de 2021–22 em Trondheim. Em 2023, ele fez parte da equipe dinamarquesa que venceu o Campeonato Mundial Masculino de Handebol da IHF. Nos Jogos Olímpicos de Verão de 2024, em Paris, conquistou a medalha de ouro no torneio masculino do handebol, após vencer na final confronto contra a equipe alemã por 39–26.